# علم النباتات اللاوعائية

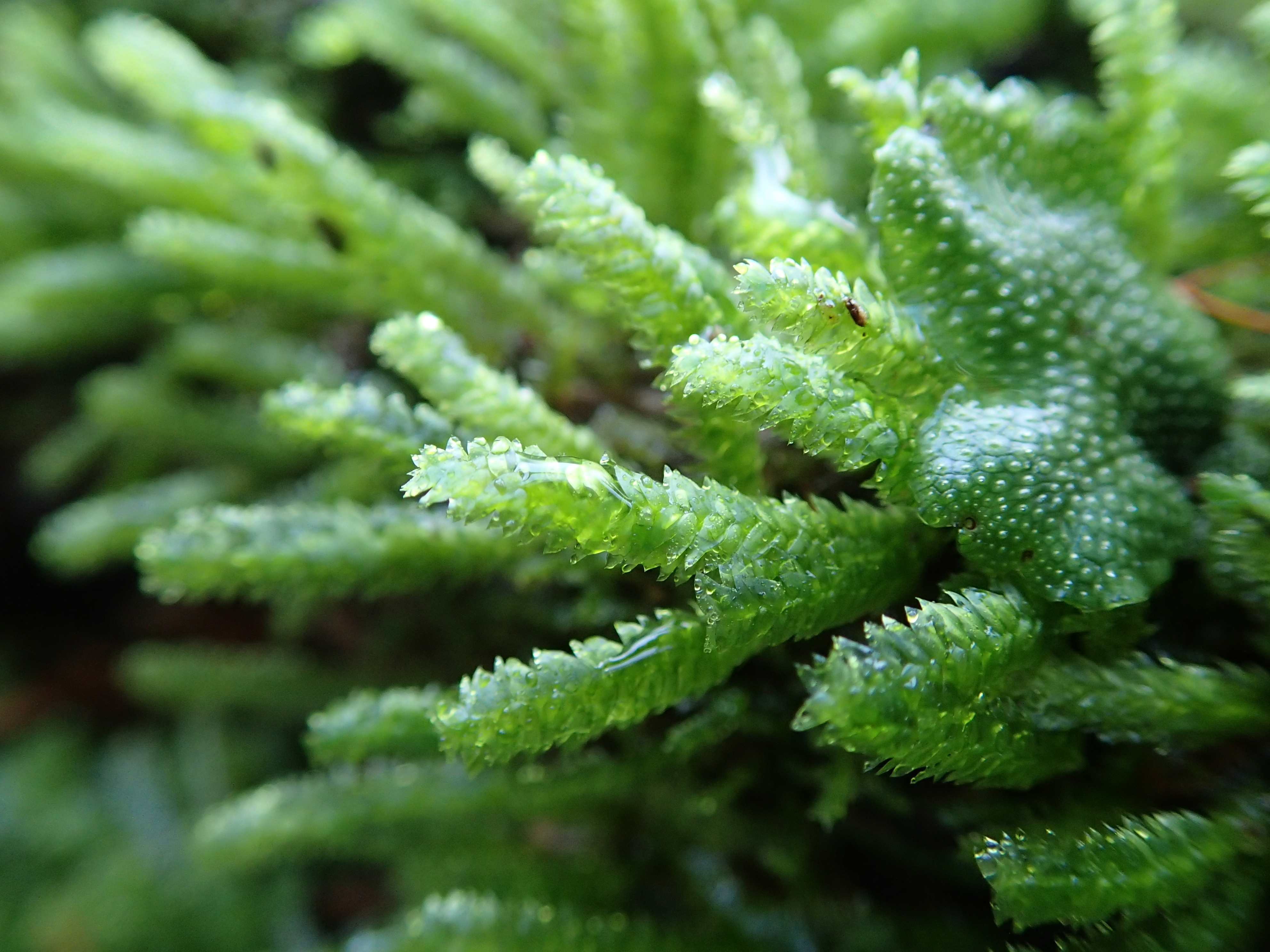
نباتات طحلبية موجودة في اليابان.

النباتات اللاوعائية هي نباتات أرضية لا تحتوي أي أوعية للنقل من الجذور إلى الأوراق وبالعكس كما في النباتات الوعائية. لا يوجد أي نسيج وعائي في هذا النوع من النباتات لدوران السوائل ضمن النبات، وهي نباتات غير مزهرة وبدون بذور، تتكاثر عن طريق الأبواغ.
من العلماء الذين برزوا في هذه الفترة دي كاندول (1841-1778) وهو عالم أسّس علم التصنيف الحديث، وقسّم النباتات إلى مجموعتين كبيرتين هما: النباتات اللاوعائية والنباتات الوعائية.

## أنواع النباتات اللاوعائية
1- الحزازيات الحقيقية.أكثرها شيوعاً وهي تنمو غالباً على سيقان الأشجار الميتة أو على ضفاف الجداول. وعلى الرغم من أن الحزازيات ليس لها أوراق حقيقية إلا أن لها تراكيب شبيهة بالأوراق، وهذه التراكيب التي تقوم بعملية البناء الضوئي، تتكون عادة من طبقة واحده من الخلايا.
2-الحزازيات القرنية.
3-الحزازيات الكبدية.